# Eriko Arakawa
Eriko Arakawa (荒川 恵理子, Arakawa Eriko, Nerima, 30 oktober 1979) is een Japans voetbalster die als aanvaller speelt.

## Carrière
Arakawa speelde voor onder meer Nippon TV Beleza en FC Gold Pride.
Zij nam met het Japans vrouwenvoetbalelftal deel aan de Wereldkampioenschappen in 2003, 2007 en de Olympische Zomerspelen in 2004 en 2008. Op de Olympische Zomerspelen 2008 stond zij opgesteld in vijf van de wedstrijden van Japan, en Japan kwam tot in de halve finale.

## Statistieken
| Japans vrouwenvoetbalelftal | Japans vrouwenvoetbalelftal | Japans vrouwenvoetbalelftal |
| Jaar                        | Wed.                        | Dlp.                        |
| --------------------------- | --------------------------- | --------------------------- |
| 2000                        | 2                           | 0                           |
| 2001                        | 0                           | 0                           |
| 2002                        | 0                           | 0                           |
| 2003                        | 13                          | 5                           |
| 2004                        | 10                          | 5                           |
| 2005                        | 0                           | 0                           |
| 2006                        | 14                          | 3                           |
| 2007                        | 15                          | 4                           |
| 2008                        | 14                          | 3                           |
| 2009                        | 1                           | 0                           |
| 2010                        | 0                           | 0                           |
| 2011                        | 3                           | 0                           |
| Totaal                      | 72                          | 20                          |